# قصر أندراوس باشا
قصر أندراوس باشا هو كان قصر يقع على ضفاق النيل بمدينة الأقصر تم بنائه عام 1897 من قبل توفيق باشا أندراوس. كان القصر يضم تحف ومقتنيات أثرية بالإضافة لسيارة جميل بك وهى من آوائل السيارات التي شاهدها الناس بالأقصر، وقيل إنها مطلية بماء الذهب.

## التاريخ
أستقبل القصر سعد زغلول عام 1921 عندما منعت الحكومة وقتها الباخرة التي يستقلها زغلول للرسو على أي شاطئ إلا أن أندراوس أصر على استقباله بالقصر. وضمت قائمة ضيوف قصر أندراوس إلى جانب سعد زغلول العديد من المشاهير من بينهم الأمير إمبرتو ولي عهد إيطاليا والعديد من الزوار عقب اكتشاف مقبرة توت عنخ أمون.

## جريمة قتل
في 7 يناير 2013 عثر على جثتى ابنتى توفيق باشا أندراوس صوفى توفيق أندراوس 84 سنة ولودى توفيق أندراوس 82 سنة على الأرض داخل القصر وبالكشف الطبي على الجثتين، تبين أن جريمة القتل وقعت قبل يومين من اكتشافها. وكشفت معاينة النيابة أن جثتى المجنى عليهما كان ملقى بهما علي السلم المؤدى للطابق الثانى عكس بعضهما وأن إحداهما فقدت إحدى عينيها نتيجة تعرضها للضرب، والأخرى مصابة بأربعة كسور بالوجه والجبهة، وأشارت النيابة إلي تعرض القتليتين للضرب بسيخ حديدى مدبب من الأمام وطوله 40 سم، وعثر على أداة ارتكاب الجريمة بجانب الجثتين. ولم تتوصل أجهزة البحث الجنائي عن المتهم حتى الآن.

## الهدم
محاولات هدم القصر بدأت عام 2009، حيث أبدت محافظة الأقصر وقتها رغبتها في هدم القصر فتم تشكيل مجموعة عمل لفحصه، من أساتذة متخصصين في العمارة والتراث ذهبت وعاينت القصر من الداخل والخارج، وأوصت بعدم الهدم، بعدها شكّل فاروق حسني وزير الثقافة لجنتين لاتخاذ قرار بشأن القصر أيدتا قرار عدم الهدم، مشيراً إلى أنه "في ظل إصرار المحافظة على الهدم، تم تشكيل لجنة ثالثة لكنها كانت هذه المرة من مهندسين وليس متخصصين في التراث وهي التي اتخذت قراراً بهدم القصر.
وفي أغسطس 2021 قامت السلطان المصرية بهدم القصر والسبب بحسب السلطات تعرض القصر للتصدع وأصبح آيلًا للسقوط بعض قيام بعض لصوص الآثار بمحاولة للحفر والتنقيب أسفل القصر.

### الأثار
أكتشف رجال البعثة الأثرية المصرية خلال أعمال الحفائر القائمة أسفل القصر عن وجود العديد من القطع الأثرية منها شواهد رومانية وقطعا فخارية وأحجارا رملية تعود إلى عصر الملك أمنحتب الثالث والملك رمسيس الثاني. مع مزيد من التنقيب عثر على 132 عملة برونزية ومائدة قرابين تعود إلى العصور الرومانية ثم لوحة جنائزية من الجرانيت الأسود عرضها 46 سم وطولها 90 سم تحمل نقوش جميلة تصور لقاء بين الملك تحتمس الرابع وأمنحتب الثاني خلال تقديمهما القرابين للإله أمون وكذلك عثر على رأس كبش صغير ومائدة قرابين مجهزة لحمل الأواني الفخارية ولوحة بها رسوم عن الملك بطليموس فضلا عن أفران للطهي وأخرى لصناعة الأواني المستخدمة في الحياة اليومية.